# Festival du film Asie-Pacifique
 (février 2023).
La mise en forme du texte ne suit pas les recommandations de Wikipédia : il faut le « wikifier ».
Les points d'amélioration suivants sont les cas les plus fréquents. Le détail des points à revoir est peut-être précisé sur la page de discussion.
- Les titres sont pré-formatés par le logiciel. Ils ne sont ni en capitales, ni en gras.
- Le texte ne doit pas être écrit en capitales (les noms de famille non plus), ni en gras, ni en italique, ni en « petit »…
- Le gras n'est utilisé que pour surligner le titre de l'article dans l'introduction, une seule fois.
- L'italique est rarement utilisé : mots en langue étrangère, titres d'œuvres, noms de bateaux, etc.
- Les citations ne sont pas en italique mais en corps de texte normal. Elles sont entourées par des guillemets français : « et ».
- Les listes à puces sont à éviter, des paragraphes rédigés étant largement préférés. Les tableaux sont à réserver à la présentation de données structurées (résultats, etc.).
- Les appels de note de bas de page (petits chiffres en exposant, introduits par l'outil «  Source ») sont à placer entre la fin de phrase et le point final[comme ça].
- Les liens internes (vers d'autres articles de Wikipédia) sont à choisir avec parcimonie. Créez des liens vers des articles approfondissant le sujet. Les termes génériques sans rapport avec le sujet sont à éviter, ainsi que les répétitions de liens vers un même terme.
- Les liens externes sont à placer uniquement dans une section « Liens externes », à la fin de l'article. Ces liens sont à choisir avec parcimonie suivant les règles définies. Si un lien sert de source à l'article, son insertion dans le texte est à faire par les notes de bas de page.
- La présentation des références doit suivre les conventions bibliographiques. Il est recommandé d'utiliser les modèles {{Ouvrage}}, {{Chapitre}}, {{Article}}, {{Lien web}} et/ou {{Bibliographie}}. Le mode d'édition visuel peut mettre en forme automatiquement les références.
- Insérer une infobox (cadre d'informations à droite) n'est pas obligatoire pour parachever la mise en page.

Pour une aide détaillée, merci de consulter Aide:Wikification.
Si vous pensez que ces points ont été résolus, vous pouvez retirer ce bandeau et améliorer la mise en forme d'un autre article.
Le Festival du film Asie-Pacifique,, est un festival de cinéma organisé depuis 1954 par l'« Association des Producteurs de Cinéma d'Asie du Sud-Est », fondée en 1953 par Masaichi Nagata et Run Run Shaw.
Il se tient normalement annuellement dans un lieu chaque fois différent et récompense des films dans diverses catégories. Le grand prix est baptisé « Golden Harvest ».

## Histoire
Le festival fut inauguré en 1954 à Tokyo, au Japon, sous le nom de South East Asia Film Festival, puis renommé en 1956 Asian Film Festival et enfin Asia-Pacific Film Festival en 1982.
Le Festival du film d’Asie-Pacifique souhaite mettre en valeur la diversité culturelle et l'expression artistique des films d'Asie-Pacifique et promouvoir les échanges et la coopération cinématographiques et culturels entre les pays membres. Constitué à l'origine de sept pays non communistes, le festival s'est ouvert au fil du temps et comprend 24 pays en 2018 : Arabie saoudite, Australie, Bangladesh, Birmanie, Chine, Corée du Sud, Géorgie, Inde, Indonésie, Japon, Koweït, Malaisie, Mongolie, Népal, Nouvelle-Zélande, Ouzbékistan, Pakistan, Philippines, Russie, Singapour, Sri Lanka, Taïwan, Thaïlande, Viêt Nam.
En 2018, Yang Shiyan, président de l'Alliance des producteurs de films d'Asie-Pacifique, qui représente la Chine, déclare que Taïwan n'a aucune légitimité ni légalité pour accueillir le Festival du film d'Asie-Pacifique. L'Association des producteurs de films d'Asie-Pacifique organise le 23 mars 2018 un sommet international et l'éligibilité de Taïwan à accueillir l'événement est confirmée par plus de la moitié des pays membres. Yang Shiyan est démis de ses fonctions et le réalisateur Li Youning est choisi comme président du 58e Festival du film d'Asie-Pacifique qui se déroule à Taipei. En août de la même année, M. Yang enregistre le Festival du film d'Asie-Pacifique en Chine, se déclare Président de l'Association des producteurs de films d'Asie-Pacifique et Président du Comité d'organisation du Festival du film d'Asie-Pacifique (un deuxième festival). Deux 61e festival sont organisés à quelques mois d'intervalle à Macau et à Kuala Lumpur primant comme meilleur film soit Detective Chinatown 3 (en) soit Comment devenir riche (grâce à sa grand-mère), chacun accusant l'autre de plagiat.

## Palmarès

### 1954:1reédition, Tokyo
La première édition à Tokyo fut dominée par le cinéma japonais, qui remporta cinq des principaux prix. La sélection comportait dix-sept films dont cinq japonais (un pour chacun des grands studios : Hōrōki de Seiji Hisamatsu, Kusa o karu musume (ja) de Nobuo Nakagawa, Le Jardin des femmes de Keisuke Kinoshita, Le Grondement de la montagne et Le Démon doré) et dix-sept documentaires, représentant sept pays ou cité-États.
- Meilleur film : Le Démon doré, de Kōji Shima
- Meilleure réalisation : Mikio Naruse pour Le Grondement de la montagne (Japon)[13]
- Meilleure actrice : Setsuko Hara pour Le Grondement de la montagne[13]
- Meilleur acteur : Efren Reyes (Philippines)[14] pour Ifugao[15] de Gerardo de León
- Meilleur scénario : Luciano Carlos pour Ang Asawa Kong Americana (Philippines)[16]
- Meilleure photographie : Santi-Vina (Thaïlande)[17]
- Meilleurs décors : Santi-Vina[17]
- Prix spécial : Li Li-Hua pour Song of Romance[13]
- Prix spécial de la MPAA : Santi-Vina[17] ; la récompense, une caméra Mitchell, fut offerte par Frank Borzage[18],[11] au producteur et directeur de la photographie Rattana Pestonji[19]

### 1955:2eédition, Singapour
- Meilleur film : L'Histoire de Shunkin (春琴物語, Shunkin monogatari) de Daisuke Itō (Japon)
- Meilleure actrice : Keiko Kishi pour Bomeiki de Yoshitarō Nomura (Japon)
- Meilleure photographie : Bomeiki[13]

### 1956:3eédition, Hong Kong
- Meilleur film : Child of Sorrow (en)
- Meilleure réalisation : Gregorio Fernandez pour Higit sa Lahat[20]
- Meilleur scénario : Lo Chen pour The Long Lane[21]
- Meilleur acteur : Rogelio de la Rosa pour Higit sa Lahat[20]
- Meilleure actrice : Hideko Takamine pour Nuages flottants de Mikio Naruse[13]
- Meilleure photographie : Le Satellite mystérieux de Kōji Shima[13]

### 1957:4eédition, Tokyo
- Meilleur film : La porte Suzaku de Kazuo Mori
- Meilleure réalisation : Lamberto V. Avellana (en) pour Badjao[20]
- Meilleure actrice : Lin Dai pour Golden Lotus[22]
- Meilleur acteur :
- Meilleur scénario : Rolf Bayer pour Badjao[20]
- Meilleure photographie : Mike Accion pour Badjao[20]
- Meilleur montage : Gregorio Carballo pour Badjao[20]
- Meilleure comédie : Shijipkanŭn Nal de Yi Pyŏngil[23]

### 1958:5eédition, Manille
- Meilleur film : Our Sister Hedy[24], de Doe Ching
- Meilleure réalisation : Li Han-hsiang pour Diau Charn[25]
- Meilleure actrice : Lin Dai pour Diau Charn[25]
- Meilleur acteur : Romeo Vasquez pour Ako ang May Sala[26] d'Armando Garces
- Meilleur second rôle féminin : Rebecca del Rio pour Malvarosa[26] de Gregorio Fernandez
- Meilleur scénario : Kao Li pour Diau Charn[25]
- Meilleur jeune acteur : Boy Planas pour "Dayf of the Trumpet"[26]
- Meilleure musique : nn pour Diau Charn[25]
- Meilleur montage : nn pour Diau Charn[25]

### 1959:6eédition, Kuala Lumpur
La délégation coréenne envoie cinq films. La délégation philipine fait chou blanc après plusieurs années fastes.
- Meilleur film : The Kingdom and the Beauty[24] de Li Han-hsiang
- Meilleure réalisation : Yasuzō Masumura pour Le Précipice glacé[13]
- Meilleur scénario : Kaneto Shindō pour Le Précipice glacé[13]
- Meilleure actrice: Lucilla Yu Ming pour Her Tender Heart[27]
- Meilleur acteur : Kinnosuke Nakamura
- Meilleur second rôle féminin : ?
- Meilleur second rôle masculin : King Hu pour The Kingdom and the Beauty[28]
- Meilleure photographie en couleurs : Hiroshi Murai pour Le Précipice glacé[13]
- Meilleure photographie en noir et blanc : Dong Shao-yong pour Darling Daughter de Doe Ching
- Meilleur son : Toshikazu Watanabe pour Le Précipice glacé[13]
- Meilleurs décors : Tomoo Shimogawara pour Le Précipice glacé[13]
- Meilleure chorégraphie : Because I Love You de Han Hyōngmo (Corée)[23]

### 1960:7eédition, Tokyo
- Meilleur film : Rear Entrance[24] de Li Han-hsiang
- Meilleure réalisation :
- Meilleure actrice : Lucilla Yu Ming pour All in the Family[27]
- Meilleur acteur : Kim Sŭng-ho pour Romance Papa
- Meilleur second rôle féminin : Ouyang Sha-fei pour Devotion de Huang Tang[13]
- Meilleur second rôle masculin : Leroy Salvador pour Biyaya ng Lupa[20]
- Meilleure comédie : Love Parade
- Meilleure photographie :
- Prix spécial : Bayanihan[20]

### 1961:8eédition, Manille
- Meilleur film : Onna wa Yoru Keshosuru d'Umetsugu Inoue
- Meilleure réalisation :
- Meilleur acteur : Kim Sŭng-ho[29] pour Monsieur Park
- Meilleure actrice : Lin Dai pour Les Belles[30]

- Meilleure comédie : My Serenade[20]
- Meilleure musique : Yai Min pour Les Belles[30]
- Meilleur montage : Les Belles[30]
- Meilleurs décors : Les Belles[30]
- Meilleur scenario : Ke Shui-fan pour The Deformed[30]
- Meilleure photographie en N&B : The Deformed[30]

### 1962:9eédition, Séoul (12-16 mai)
L'Indonésie et la Thaïlande s'étant retirées, seuls six membres (Japon, Hong-Kong, Philippines, Malaisie, Chine libre et Corée) participent à cette édition, qui est la première à être organisée par la Corée (du sud) et le premier événement international organisé par la jeune dictature. Le succès inattendu du film coréen qui remporte le prix entraine une vague d'enthousiasme pour le festival dans le pays.
- Meilleur film : Le locataire et ma mère de Shin Sang-ok[32]
- Meilleure réalisation : Yasuzō Masumura pour Confessions d'une épouse[13]
- Meilleure actrice : Lin Dai pour Love Without End
- meilleur acteur : Shin Yong-kyun
- Meilleur second rôle féminin : ?
- Meilleur son : Wataru Konuma pour Sanjuro[13]
- meilleurs décors : Prince Yeonsan[33]

### 1963:10eédition, Tokyo (15-19 avril)
L'édition rassemble sept nations
- Meilleur film : Kyoto de Noboru Nakamura
- Meilleure réalisation : Kon Ichikawa pour J'ai deux ans
- Meilleure actrice : To Kum-bong (en) (Corée)[35] pour Ttosuni
- Meilleur acteur : Kim Sŭng-ho[35] pour Romance Grey[36]
- Meilleur second rôle féminin : ?
- Meilleur acteur de genre : Kim Hui-gap[35]
- Meilleure musique : Zhou Lan-ping pour The Love Eterne de Li Han-hsiang[13]

### 1964:11eédition, Taipei
- Meilleur film : Oyster Girl
- Meilleure réalisation : Shin Sang-ok pour L'Écharpe rouge[37]
- Meilleur acteur :
- Meilleure actrice: Ivy Ling Po pour Hua Mulan[13]
- Meilleur second rôle féminin : ?
- Meilleurs décors : Lovers' Rock[13]
- Meilleur montage : Yang Seong-ran pour L'Écharpe rouge[37]
- "Best Tragedy" : Nam-gwa Buk de Kim Ki-duk
- Meilleure comédie : Madu Tiga de P. Ramlee[37]

### 1965:12eédition, Kyoto (12-16 mai)
- Meilleur film : The Grand Substitution
- Meilleure réalisation : Shin Sang-ok pour Le Riz
- meilleur scénario : Chang Yung-hsiang pour Beautiful Duckling[38],[39]
- meilleurs décors : Chou Chih-liang pour Beautiful Duckling[39],[38]
- Meilleure actrice : Li Ching pour The Mermaid
- Meilleur acteur : Kim Chin-gyu pour Samyong le muet
- Meilleur second rôle féminin : Kaoru Yachigusa pour Tristesse et beauté de Masahiro Shinoda[13]
- meilleur second rôle masculin : Ou Wei pour Beautiful Duckling[38],[39]

### 1966:13eédition, Séoul (5-9 mai)
La Corée remporte 12 prix.
- Meilleur film : The Blue and the Black
- Meilleure réalisation : -
- Meilleure actrice : Choi Eun-hee pour Sino-Japanese War and Queen Min[40]
- Meilleur acteur : Park No-sik pour Sino-Japanese War and Queen Min[40]
- meilleur scénario : Liu Yi pour The Silent Wife[38]
- meilleure photographie couleur : Lai Cheng-ying pour The Silent Wife[38]
- meilleure photographie noir et blanc : Gaetmaeul[40]
- prix du meilleur espoir : Ai Li pour The Monument of Virtue de Li Hsing [38]
- Meilleur film documentaire : Bimujang jidae (The DMZ)[40]

### 1967:14eédition, Tokyo
- Meilleur film : Susanna, de Ho Meng-hua
- Meilleure réalisation : Kim Soo-yong pour 雾 (litt. : Brouillard)
- Meilleure actrice :
- Meilleur acteur : Ko Chun-hsiung pour Lonely Seventeen[41]
- Meilleur second rôle féminin : Chikage Awashima pour Watashi, chigatteiru kashira d'Akinori Matsuo
- Meilleure photographie : Gamera contre Gyaos
- Meilleur acteur de comédie : Hajime Hana (en) pour Le Vagabond nostalgique de Yōji Yamada[13]

### 1969:15eédition, Manille
- Meilleur film : Jade Goddess (玉觀音) de 李行 Lee Hsing
- Meilleure réalisation : Shin Sang-ok pour Le Destin des femmes de la dynastie Yi
- Meilleur montage : Seong-hwan Oh pour Yuk-gun Kim-il-byung de Shin Sang-ok[42]

### 1970:16eédition, Jakarta
- Meilleur film : Apa Yang Kau Cari, Palupi de Asrul Sani
- Meilleure réalisation : Chang Cheh pour Vengeance !
- Meilleure actrice : Gloria Sevilla pour Badlis sa kinabuhi [43]
- Meilleur acteur : David Chiang pour Vengeance!
- Meilleure photographie : Love without End

### 1971:17eédition, Kyoto
- Meilleur film : Penganten Remadja de Wim Umboh [44]
- Meilleure réalisation : Shin Sang-ok pour War and Humanity
- Meilleure actrice : Chen Chen pour The Story of Ti Ying [45]

### 197218eédition, Séoul
À la suite de la déconfiture de la Daiei et de l'effacement de son président Nagata, cofondateur du festival, le Japon se retire de l'organisation et n'envoie que des tirages de films.
Le festival se déroule à Séoul mais ne donne pas lieu à une remise de prix. Les officiels hong-kongais, taïwanais et coréens envisagent alors de mettre fin au festival.

### 1973:19eédition, Singapour (18 mai)
Hong Kong remporte six des principaux prix de l'édition.
- Meilleur film : Bordel numéro 8 à Sandakan
- Meilleure réalisation : Byun Jang-ho pour Gate of women
- Meilleur acteur : David Chiang pour Frères de sang
- Meilleure actrice : Yun Jung-hee
- Prix spécial : Ti Lung pour Frères de sang

### 1974:20eédition, Taipei
La Thaïlande remporte six prix.
- Meilleur acteur : Ko Chun-hsiung pour The Everlasting Glory

### 1975:21eédition, Jakarta (12-14 juin)

Cérémonie d'ouverture du du film Asie-Pacifique, Centre Citoyen de Busan, 17 juin 1976.

10 pays (Philippines, Hongkong, Indonésie, Japon, Corée, Malaisie, Chine libre, Thaïlande, Inde et Singapour) envoient 266 représentants. La délégation de Chine (libre) remporte sept prix.

### 1976:22eédition, Busan (15-17 juin)
La délégation de Chine (libre) remporte neuf prix (meilleur film, meilleure actrice, meilleur scénario, meilleur documentaire (True Frienship), meilleur film scientifique (The Egret), meilleur montage de documentaire (Le Défilé du 10 octobre), meilleur film folklorique (Les Arts populaires chinois), acteur le plus populaire (Chin Han), prix spécial (Xu Feng).
- Meilleur film : L'attaque dura cinq jours de Ting Shan-hsi
- Meilleure réalisation : Byun Jang-ho (en) pour Botong Yeoja
- Meilleur acteur : Choi Moo-ryong pour Botong Yeoja et Ken Takakura pour Bullet Train[51]
- Meilleure actrice : Kumiko Akiyoshi pour Banka (Japon), Marini pour Love (Indonésie) et Brigitte Lin pour L'attaque dura cinq jours (ex aequo)[52]
- Meilleur scénario : Chang Yun-hsiang (en) pour Fragrant Flower vs Obnoxious Grass
- Acteur le plus populaire : Chin Han
- Prix spécial : mademoiselle Hsu Feng pour L'attaque dura cinq jours

### 1977:23eédition, Bangkok (23-25 novembre)
La Corée du Sud remporte trois prix : meilleur second rôle masculin, meilleur espoir et meilleure photographie.
- Meilleur film : Sensei no tsushinbo de Kazunari Takeda
- Meilleure réalisation : Masahiro Shinoda pour Orin la proscrite
- Meilleur scénario : Swamy de Basu Chatterjee
- Le film Al Kautsar de Chaerul Umam reçoit deux prix

### 1978:24eédition, Sydney (octobre)
- Meilleur film : Les Rites de mai (Itim)[53] de en:Mike de Leon
- Meilleur acteur : Ken Takakura pour Les Mouchoirs jaunes du bonheur[54],[53]
- Meilleure actrice : Charo Santos (Les Rites de mai) et Kim Ja-ok (L'Appartement de mademoiselle O), ex aequo[53]
- Meilleure réalisation : Masahiro Shinoda pour Orin la proscrite[53]
- Meilleurs décors : Le Rêve dans le pavillon rouge
- Meilleur film d'arts martiaux : La 36e Chambre de Shaolin [55]
- Meilleur documentaire : Chitrakathi (Inde)

### 1979:25eédition, Singapour
- Meilleur film : Pengemis dan Tukang Becak de Wim Umboh
- Meilleur acteur : Ti Lung pour La Vengeance de l'aigle
- Meilleure actrice : Joan Lin Feng-jiao pour He Never Gives Up

### 1980:26eédition, Bali
- Meilleur film : 203 kōchi de Toshio Masuda
- Meilleur direction artistique : Takeo Kimura pour Un océan à traverser

### 1982:27eédition, Kuala Lumpur
- Meilleur film : Oridathoru Phayalvaan de P. Padmarajan
- Meilleur acteur : Ken Takakura pour Eki, la gare[56]

### 1983:28eédition, Taipei
- Meilleur film : Les Quatre Sœurs Makioka de Kon Ichikawa
- Meilleure réalisation : Kon Ichikawa pour Les Quatre Sœurs Makioka
- Meilleur acteur : Shih Chun
- Meilleure actrice : Yūko Tanaka pour Le Col du mont Amagi
- Meilleure photographie : Christopher Doyle pour That Day, on the Beach
- Meilleur film d'animation : Dot et le lapin (en) de Yoram Gross

### 1984:29eédition, Bangkok
- Meilleure réalisation : Hou Hsia-hien pour Un été chez grand-père
- Meilleurs acteurs : Amphol Lumpoon pour Nam Pu et Chow Yun-fat pour Hong Kong 1941

### 1985:30eédition, Tokyo
- Meilleur film : Deep Blue Night de Bae Chang-ho

### 1986:31eédition, Séoul
- Meilleure actrice : Lee Mi-sook (en) pour Le Mûrier

### 1987:32eédition, Taipei
- Meilleur film : La Mère porteuse, d'Im Kwon-taek[57]
- Meilleure réalisation : Im Kwon-taek pour La Mère porteuse
- Meilleur scénario : Edward Yang et Hsiao Yeh (en) pour Le Terroriste

### 1988:33eédition, Bangkok
- Meilleur film : Strawman de Wang Toon
- Meilleur acteur : Sammo Hung pour Painted Faces[58]
- Meilleure actrice : Lu Hsiao-fen pour Osmanthus Alley

### 1989:34eédition, Jakarta
- Meilleur scénario : Lilian Lee pour Terracotta Warrior
- Meilleure actrice : Anita Mui pour Rouge
- Meilleur montage : Hajime Okayasu (en) pour Pluie noire

### 1990:35eédition, Kuala Lumpur
- Meilleurs films : Les Copains d'abord de Yasuo Furuhata et Le Chant de l'exil de Ann Hui
- Meilleure réalisation : Kim Ho-sun pour The Song of Crazy Love
- Meilleur acteur : Ken Takakura pour Les Copains d'abord
- Meilleur acteur dans un second rôle : Kyōzō Nagatsuka pour Uchū no hōsoku (en)
- Meilleure photographie : Yûji Okumura pour Pod severnym siyaniyem
- Meilleure musique : Tomoyuki Asakawa pour Les Copains d'abord

### 1991:36eédition, Taipei
- Meilleur film : A Brighter Summer Day de Edward Yang
- Meilleure réalisation : Wong Kar-wai pour Nos années sauvages
- Meilleur acteur : Park Joong-hoon (en) pour My Love, My Bride
- Meilleure actrice : Eri Ishida (en) pour Aya (en)
- Meilleure photographie : Christopher Doyle pour Nos années sauvages
- Meilleur montage : Hyun Kim pour My Love, My Bride

### 1992:37eédition, Séoul
- Meilleur film : Pushing Hands de Ang Lee
- Meilleure réalisation : Seijirō Kōyama pour Tōki rakujitsu
- Meilleur acteur : Stephen Chow pour Un couple explosif
- Meilleure actrice : Eri Ishida (en) pour Tobu yume wo shibaraku minai
- Meilleur acteur dans un second rôle : Choi Min-sik pour Notre héros défiguré
- Meilleur montage : John Woo pour À toute épreuve

### 1993:38eédition, Tokyo
- Meilleur film : Cageman de Jacob Cheung
- Meilleur réalisation : Chen Kaige pour Adieu ma concubine

### 1994:39eédition, Sydney
- Meilleur film : Salé, Sucré de Ang Lee

### 1995:40eédition, Jakarta
- Meilleur film : Siao Yu de Sylvia Chang
- Meilleure réalisation : Tsui Hark pour The Lovers
- Meilleure actrice : Rene Liu pour Siao Yu

### 1996:41eédition, Auckland
- Meilleur film : A Petal de Jang Sun-woo
- Meilleure réalisation : Hou Hsiao-hsien pour Good Men, Good Women
- Meilleur acteur : Moon Sung Keun
- Meilleur actrice : Josephine Siao

### 1997:42eédition, Séoul
- Meilleur film : 一隻鳥仔哮啾啾 de Chi-Yung Chang
- Meilleure réalisation : Shōhei Imamura pour L'Anguille
- Meilleur acteur : Kōji Yakusho
- Meilleur actrice : Maggie Cheung

### 1998:43eédition, Taipei
- Meilleur film : Feuille sur un oreiller de Garin Nugroho
- Meilleure réalisation : Hou Hsiao-hsien pour Les Fleurs de Shanghai
- Meilleur acteur : Khalid Salleh
- Meilleur actrice : Christine Hakim

### 1999:44eédition, Bangkok
- Meilleur film : Nang Nak de Nonzee Nimibutr
- Meilleure réalisation : Nonzee Nimibutr pour Nang Nak
- Meilleur acteur : Ken Takakura
- Meilleur actrice : Rene Liu

### 2000:45eédition, Hanoi
- Meilleur film : La vie de sable de Nguyen Thanh Van
- Meilleure réalisation : Chi-Yung Chang pour Lament of the Sand River
- Meilleur acteur : Choi Min-sik
- Meilleur actrice : Hoa Mai
- Meilleur scénario : La Vierge mise à nu par ses prétendants

### 2001:46eédition, Jakarta
- Meilleur film : Et là-bas, quelle heure est-il ? de Tsai Ming-liang
- Meilleure réalisation : Tsai Ming-liang pour Et là-bas, quelle heure est-il ?
- Meilleur acteur : Yu Oh-seong
- Meilleur actrice : Ayu Azhari

### 2002:47eédition, Seoul
- Meilleur film : Inochi de Tetsuo Shinohara
- Meilleure réalisation : Hong Sang-soo pour Turning Gate
- Meilleur acteur : Supakorn Kitsuwon
- Meilleur actrice : Makiko Esumi

### 2003:48eédition, Téhéran
- Meilleur film : Le Petit Moine bouddhiste de Joo Kyung-jung
- Meilleure réalisation : Asghar Farhadi pour Danse dans la poussière
- Meilleur acteur : Yūji Oda
- Meilleur actrice : Ria Irawan

### 2004:49eédition, Fukuoka
- Meilleur film : Taïpei 21 de Alex Yang
- Meilleure réalisation : Park Chan-wook pour Old Boy
- Meilleur acteur : Choi Min-sik
- Meilleur actrice : Maya Karin (en)

### 2005:50eédition, Kuala Lumpur
- Meilleur film : Frères de sang de Kang Je-gyu
- Meilleure réalisation : Kang Je-gyu pour Frères de sang
- Meilleur acteur : Joo Hyun
- Meilleur actrice : Tiara Jacquelina (en)

### 2006:51eédition, Taipei
- Meilleur film : Zan-e ziadi (La Femme de trop) de Tahmineh Milani
- MMeilleure réalisation : Tahmineh Milani pour Zan-e ziadi (La Femme de trop)
- Meilleur acteur : Lee Jae-eung
- Meilleur actrice : Son Ye-jin

### 2008:52eédition, Jakarta
- Meilleur film : -

### 2009:53eédition, Kaohsiung
- Meilleur film : Laskar Pelangi de Riri Riza
- Meilleure réalisation : Leon Dai pour Je ne peux pas vivre sans toi
- Meilleur acteur : Nick Cheung
- Meilleur actrice : Sandrine Pinna (en)

### 2010:54eédition, Taipei
- Meilleur film : Janala (la fenêtre) de Buddhadeb Dasgupta
- Meilleure réalisation : Yasmin Ahmad
- Meilleur acteur : Hamid Farrokhnezhad
- Meilleure actrice : Anita Linda (en)
- Meilleur second rôle masculin : Soumitra Chatterjee pour Angshumaner Chhobi

### 2012:55eédition, Macao
- Meilleur film : La Vie sans principe de Johnnie To
- Meilleure réalisation : Hirokazu Kore-eda pour I Wish : Nos vœux secrets
- Meilleur acteur : Eddie Garcia
- Meilleure actrice : Kwai Lun-mei

### 2013:56eédition, Macao
- Meilleur film : Tel père, tel fils de Hirokazu Kore-eda
- Meilleure réalisation : Hirokazu Kore-eda pour Tel père, tel fils
- Meilleur acteur : Lee_Kang-sheng
- Meilleure actrice : Zhang Ziyi

### 2017:57eédition, Phnom Penh (28 au31 juillet)
- Meilleur film : Oggatonama (en) de Tauquir Ahmed (en)
- Meilleure réalisation : Syamsul Yusof (en) pour Munafik (en)
- Meilleur scénario : Ian Masters pour The Last Reel
- Meilleur acteur : Reza Rahadian
- Meilleure actrice : Ioulia Peressild
- Meilleur acteur dans un second rôle : Dustin Nguyen
- Meilleure actrice dans un second rôle : Angel Locsin
- Meilleurs effets sonores : Anyway the Wind Blows
- Meilleure photographie : A Tale of Love
- Meilleur montage : Gwyneth Lee pour Ola Bola (en)
- Meilleure musique : Tya Subiakto Satrio pour Rudy Habibie (en)

### 2018:58eédition, Taipei (31 aoûtau1erseptembre)
- Meilleur film : Lion de Saroo Brierley
- Meilleure réalisation : Midi Z pour Adieu Mandalay
- Meilleur scénario : Luke Davies pour Lion
- Meilleur acteur : Amirali Danaei pour Appendix
- Meilleure actrice : Teresa Mo pour Tomorrow Is Another Day
- Meilleur acteur dans un second rôle : Dido de la Paz pour Respeto (en)
- Meilleure actrice dans un second rôle : Soraya Ghassemi pour Vilaieha
- Meilleurs effets visuels : The Tag-Along 2
- Meilleurs effets sonores : The Tag-Along 2
- Meilleure photographie : Yunus Pasolang pour Marlina, la tueuse en quatre actes
- Meilleurs costumes : Thuy Nguyen pour Cô Ba Sài Gòn (en)
- Meilleur montage : Chonlasit Upanigkit (en) pour Bad Genius
- Meilleure direction artistique : Gino Gonzales pour Ang Larawan (en)
- Meilleure musique : Ryan Cayabyab (en) pour Ang Larawan (en)
- Meilleur documentaire : Demons in Paradise de Jude Ratman
- Meilleur film d'animation : Fundamental de Shih-chieh Chiu
- Meilleure histoire : Đỗ Phước Tiến pour The Way Station
- Prix spécial du jury : Waru (en)

### 2020:59eédition, Macao (8 janvier)
- Meilleur film : Guang (en) de Quek Shio Chuan
- Meilleure réalisation : Raj R Gupta pour Baba
- Meilleur scénario : chinois : 茶術 ; litt. « L'art du thé »
- Meilleur scénario : Quek Shio Chuan pour Guang (en)
- Meilleur acteur : Deepak Dobriyal (en) pour Baba
- Meilleure actrice : Yukiko Shinohara pour Mrs. Noisy
- Meilleur acteur dans un second rôle : Yus Buvannak pour The Father
- Meilleure actrice dans un second rôle : Widyawati (en) pour Ambu
- Meilleurs effets visuels : The Wandering Earth
- Meilleurs effets sonores : The Wandering Earth
- Meilleure photographie : Arjun Sorte pour Baba
- Meilleurs costumes : Wish You Were Here
- Meilleur montage : Kalel, 15 (en)
- Meilleure direction artistique : Friend Zone
- Meilleure musique : Zhang Shang
- Meilleur réalisateur d'un film d'action : Wilson Yip pour Ip Man 4
- Meilleur acteur dans un film d'action : Jingwu Kuye
- Meilleur documentaire : Joud de Andrew Lancaster (en) et Osama Alkhurayji
- Meilleur film d'animation : A Fishboy's Story: Tortoise from the Sea
- Meilleur film de science-fiction : The Wandering Earth de Frant Gwo
- Meilleur film culturel : Memories of My Body de Garin Nugroho
- Prix spéciaux du jury : Hari Minggu Yang Ke-Empat de Siti Kamaluddin et Dance with Me de Shinobu Yaguchi[59]